# Naďa Hajdašová
Naďa Hajdašová či Naďa Haidaschová, vlastním jménem Marie Parmová (26. února 1914 Praha – 8. září 1969 tamtéž) byla česká baletní sólistka a mistryně

## Život
Taneční průpravu získala v dětském sboru Národního divadla. Taneční techniku zdokonalovala ve 30. letech 20. století v Paříži, Chicagu a New Yorku. V roce 1929 získala angažmá ve Státním divadle v Brně jako sborová tanečnice. V sezoně 1930/1931 byla sólistkou ve Státním divadle v Ostravě, později působila v La Scala. V roce 1932/1933 účinkovala v Praze, v Malé a Velké operetě a v Divadle Varieté. Ve 30. letech absolvovala řadu turné a zájezdů v USA, Amsterdamu, Haagu, Berlíně a Hamburku, společně se sólistou a choreografem Borisem Milcem vytvořila akrobaticko-taneční pár, se kterým vystupovali v Evropě. V sezoně 1938/1939 byla v angažmá U Nováků v Praze, V letech 1939–1947 působila v USA, kde se zaměřovala na revuální tanec. V letech 1947–1966 působila v Národním divadle, do roku 1962 jako sólistka, od roku 1962 do odchodu do penze v roce 1966 jako baletní mistryně. Ztvárnila roli Oddety v Čajkovského baletu Labutí jezero. V roce 1958 byla jmenována zasloužilou umělkyní. Zemřela v 55 letech v roce 1969, pochována je na Vyšehradském hřbitově.

## Filmografie
- 1933 Okénko
- 1935 Barbora řádí
- 1936 Sextánka
- 1938 Pozor, straší!
- 1940 Dva týdny štěstí[4]